# Prága 6
Prága 6 (csehül: Městská část Praha 6) önkormányzati kerület Csehország fővárosában, Prágában. A város legnagyobb kerülete, észak-nyugati területének nagy részét lefedi. 41,54 km2-es területén 104 356 ember lakik.
Itt találhatók a Lysolaje, Nebušice, Přední Kopanina és Suchdol városrészek. Az ország legnagyobb repülőtere, a Prága-Václav Havel repülőtér is itt található.

## Városrészek

### Dejvice
Dejvicében található a Károly Egyetem több fakultása is. Prága tehetősebb családjai általában itt élnek, nagy számban laknak itt diplomaták és külföldiek is, főleg amerikaiak. Itt található sok ország nagykövetsége is, illetve a nagykövetek rezidenciái, így a magyar is.

### Nebušice
Nebušice a kerület észak-nyugati területén található. Az International School of Prague 1996-ban történt költözése óta egy nemzetközi közösség alakult ki az iskola körül, a környék egy amerikai szomszédság mintájára van felépítve. 1968-ig független falu volt.

### Strahov
Strahov főként a fiatalok körében népszerű, folytonos építkezések és felújítások zajlanak a területén. Található itt egy régi stadion is. A városrész tíz blokknyi kollégiumból áll, ahol van több bár, szórakozóhely és étterem is.

## Népesség
| Lakosok száma | 10 070 | 17 859 | 25 673 | 50 617 | 114 886 | 132 474 | 122 594 | 101 252 | 104 185 | 103 254 |
|               | 1869   | 1890   | 1900   | 1921   | 1950    | 1961    | 1980    | 2001    | 2011    | 2021    |

## Oktatás

### Egyetemek
- Cseh Technológiai Egyetem (ČVUT)
- Vegyésztechnológiai Intézmény (VŠCHT)
- Cseh Agrikulturális Egyetem (ČZU)
- A Károly Egyetem Katolikus Teológiai, illetve Testnevelési és sport-fakultásai

### Egyéb jelentős iskolák
- Prague British International School (Liboc)[4]
- International School of Prague (Nebušice)[5]
- Prágai Japán Iskola (Řepy)[6]
- Riverside Iskola (Bubeneč)[7]

## Testvérvárosok
- Bayreuth

## Galéria
- A Nebušice városrészben található International School of Prague
- Kilátás a kerületre a Baba-romoktól
- A magyar nagykövet rezidenciája
- Kilátás a Na Hanspaulce utcából
- A FK Dukla Praha stadionja
- A technológiai fakultás
- A Dejvice központjában található Vítězné Náměstí
- Ruzyně